# Trochoidea (super-famille)
Ne pas confondre avec Trochoidea (genre) (Trochoidea T. Brown, 1827), un genre de mollusques gastéropodes terrestres.
Ordre
Super-famille
Synonymes
- Angarioidea Gray, 1857[1]
- Phasianelloidea Swainson, 1840[1]
- Trochacea[1]
- Turbinoidea Rafinesque, 1815[1]

Les Trochoidea sont une super-famille de mollusques gastéropodes, la seule de l'ordre des Trochida (ou, suivant les classifications, des Archaeogastropoda).

## Liste des familles
Selon World Register of Marine Species (14 octobre 2021) :
- famille Angariidae Gray, 1857
- famille Areneidae J. H. McLean, 2012
- famille Calliostomatidae Thiele, 1924 (1847)
- famille Colloniidae Cossmann, 1917
- famille Conradiidae Golikov & Starobogatov, 1987
- famille Liotiidae Gray, 1850
- famille Margaritidae Thiele, 1924
- famille Phasianellidae Swainson, 1840
- famille Skeneidae W. Clark, 1851
- famille Solariellidae Powell, 1951
- famille Tegulidae Kuroda, Habe & Oyama, 1971
- famille Trochidae Rafinesque, 1815
- famille Turbinidae Rafinesque, 1815
- famille Anomphalidae Wenz, 1938 †
- famille Araeonematidae Nützel, 2012 †
- famille Elasmonematidae Knight, 1956 †
- famille Epulotrochidae Gründel, Keupp & Lang, 2017 †
- famille Eucochlidae Bandel, 2002 †
- famille Metriomphalidae Gründel, Keupp & Lang, 2017 †
- famille Microdomatidae Wenz, 1938 †
- famille Nododelphinulidae Cox, 1960 †
- famille Proconulidae Cox, 1960 †
- famille Sclarotrardidae Gründel, Keupp & Lang, 2017 †
- famille Tychobraheidae Horný, 1992 †
- famille Velainellidae Vasseur, 1880 †

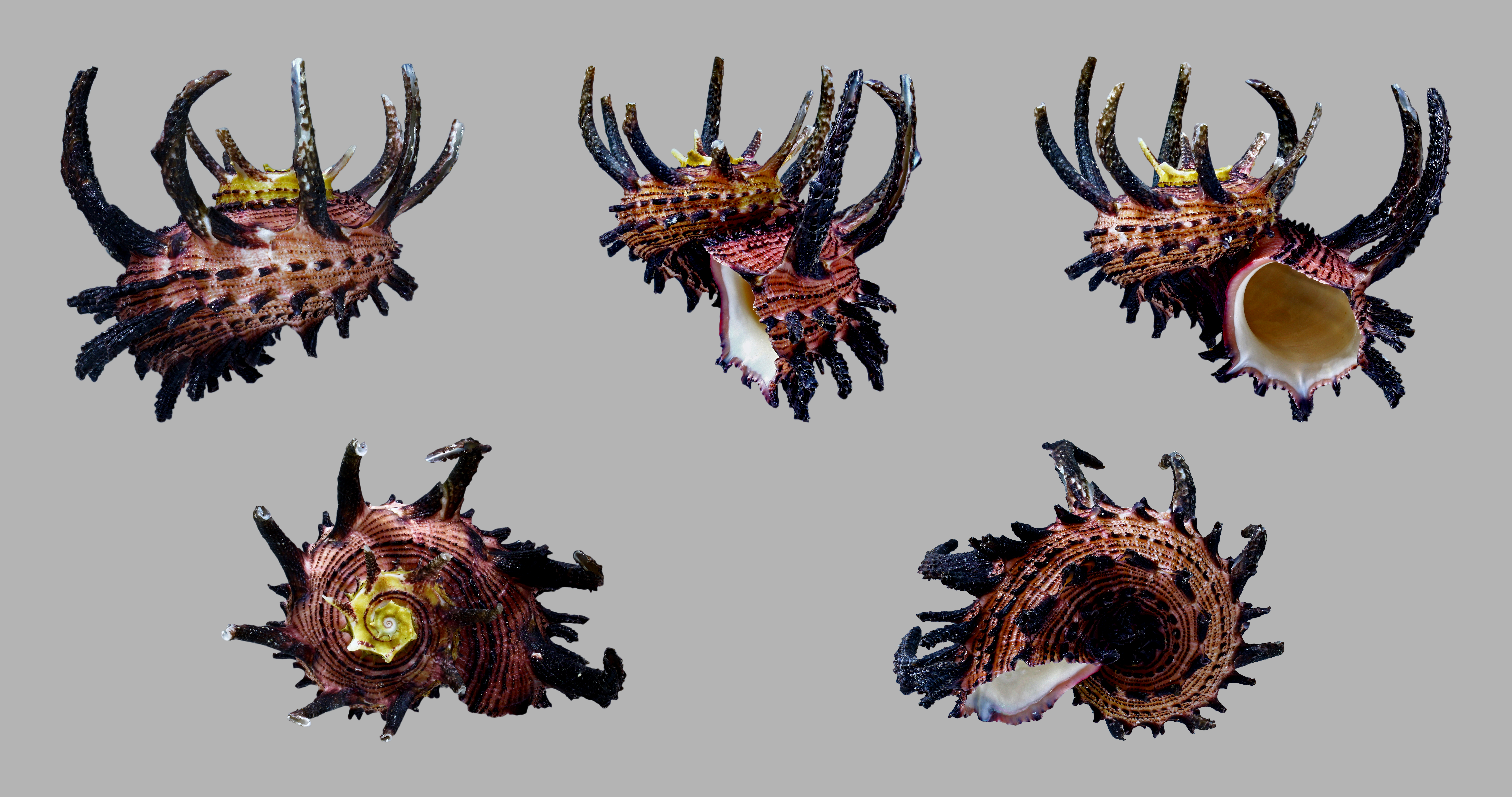
Angaria melanacantha, un Angariidae.
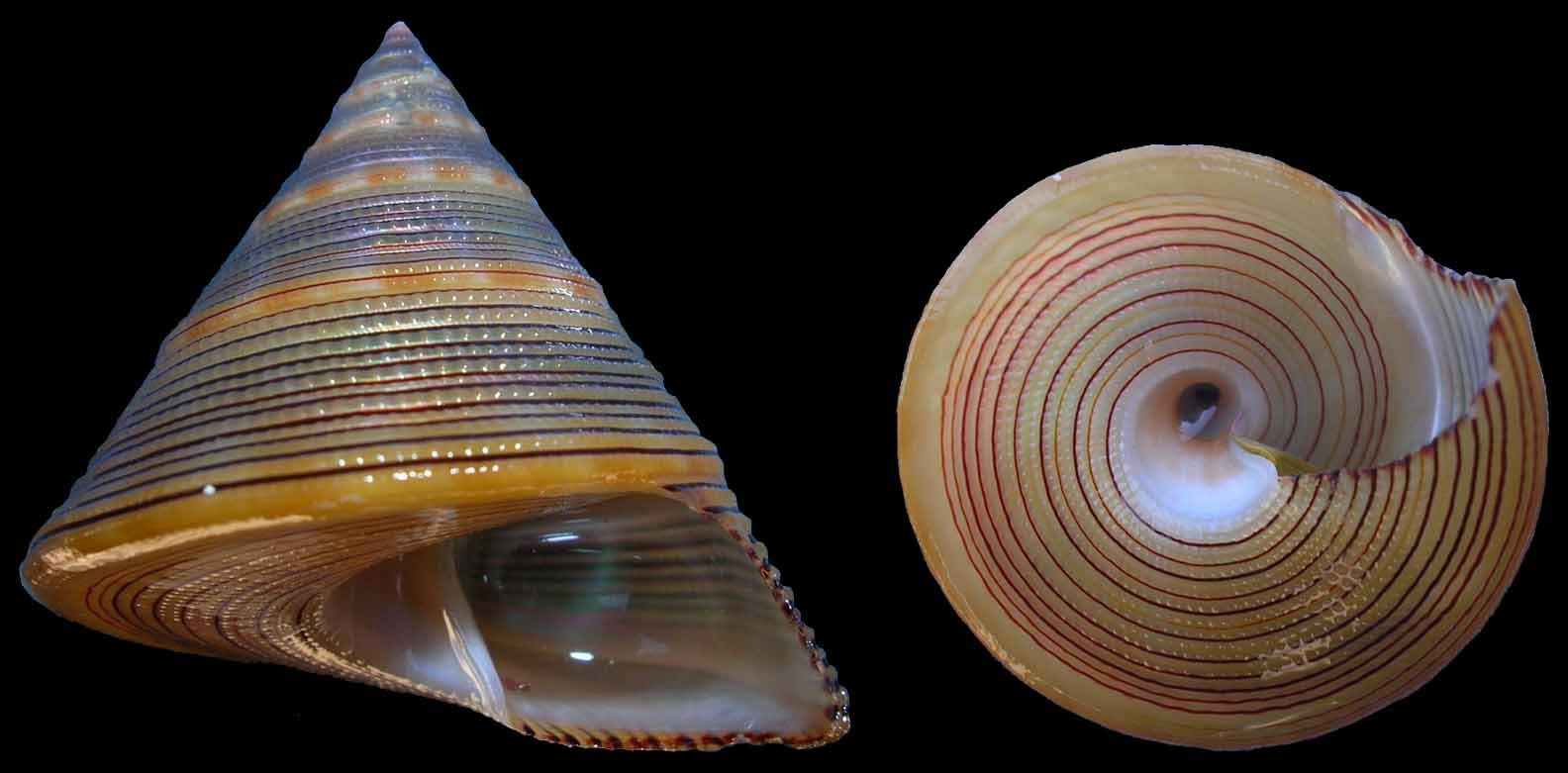
Calliostoma javanicum, un Calliostomatidae.
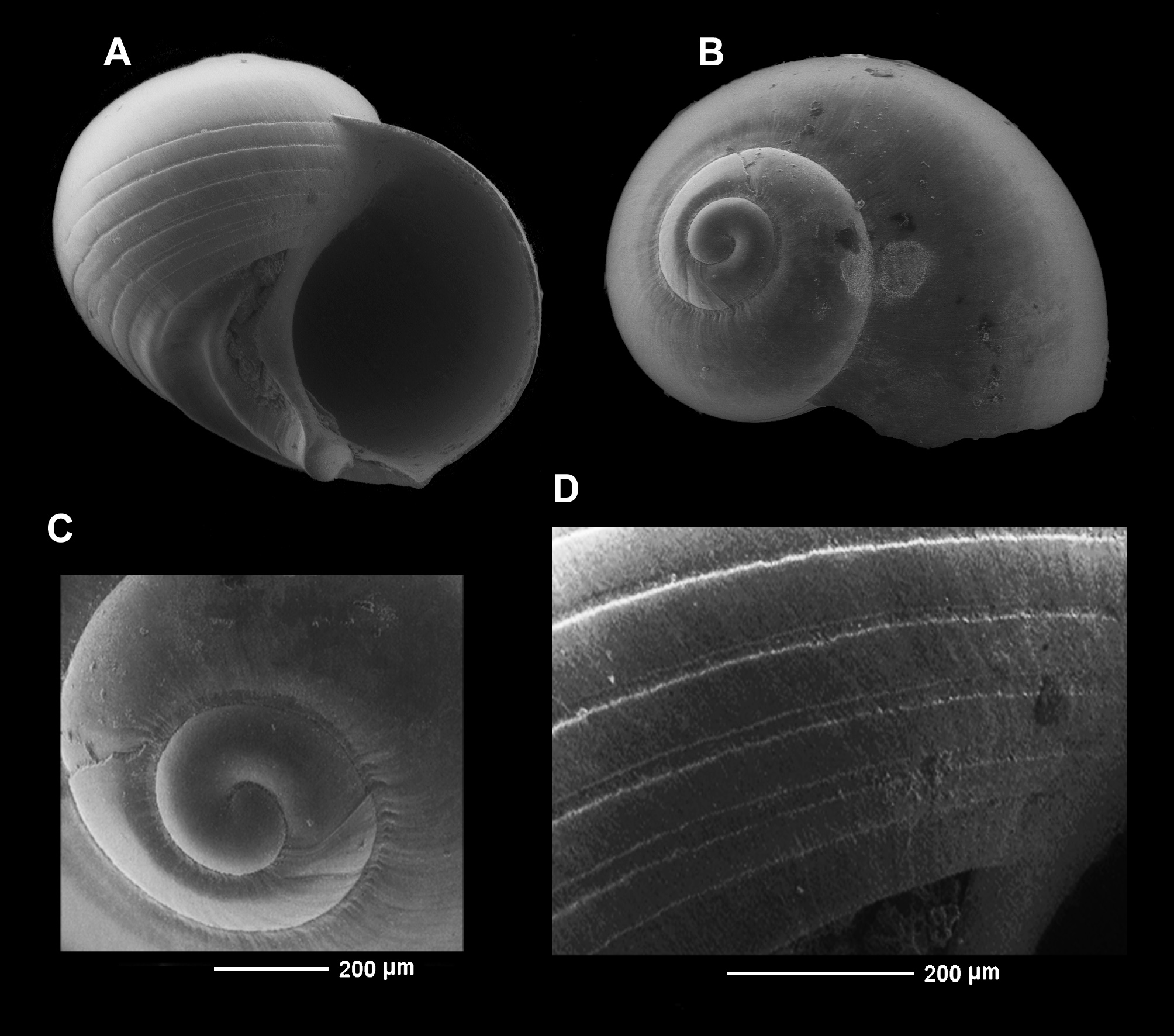
Conjectura solomonensis, un Conradiidae.
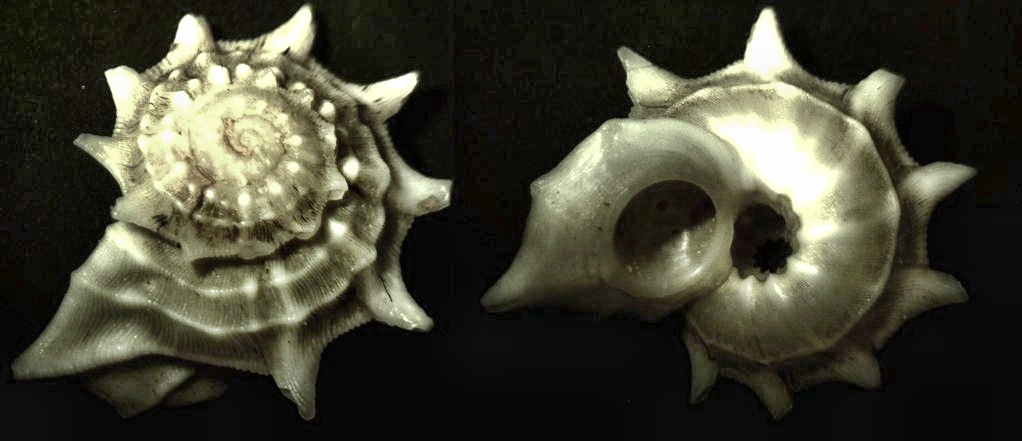
Bathyliotina glassi, un Liotiidae.
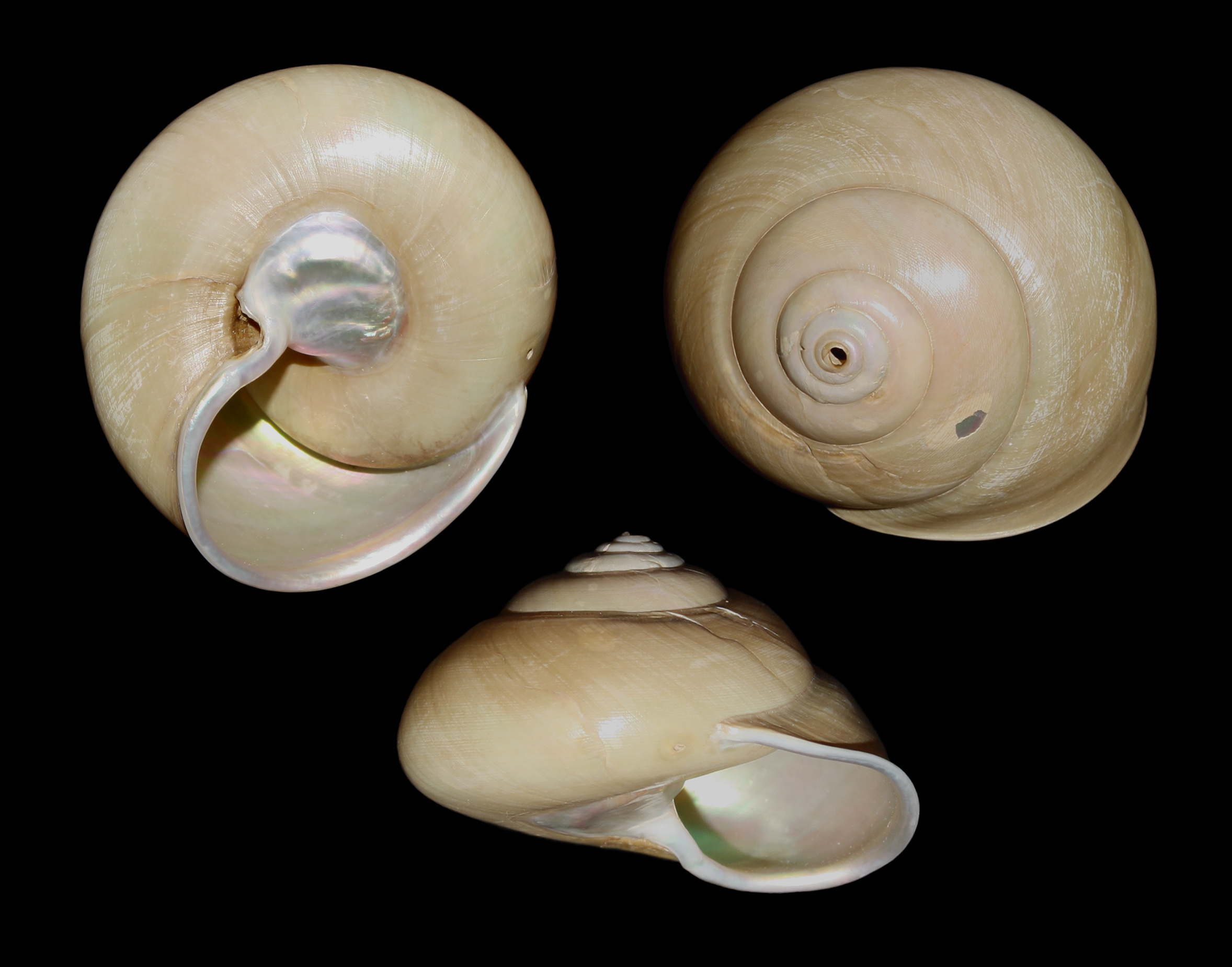
Gaza olivacea, un Margaritidae.
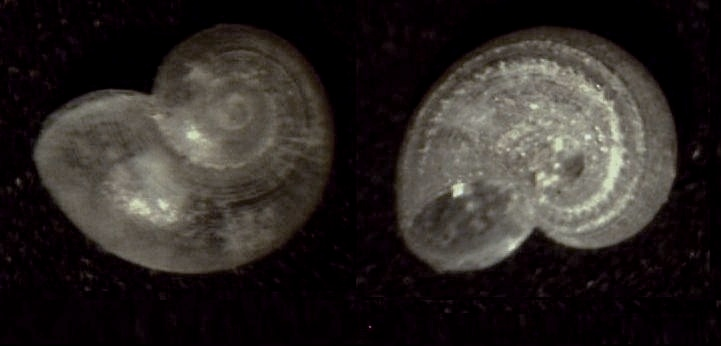
Skenea catenoides, un Skeneidae.
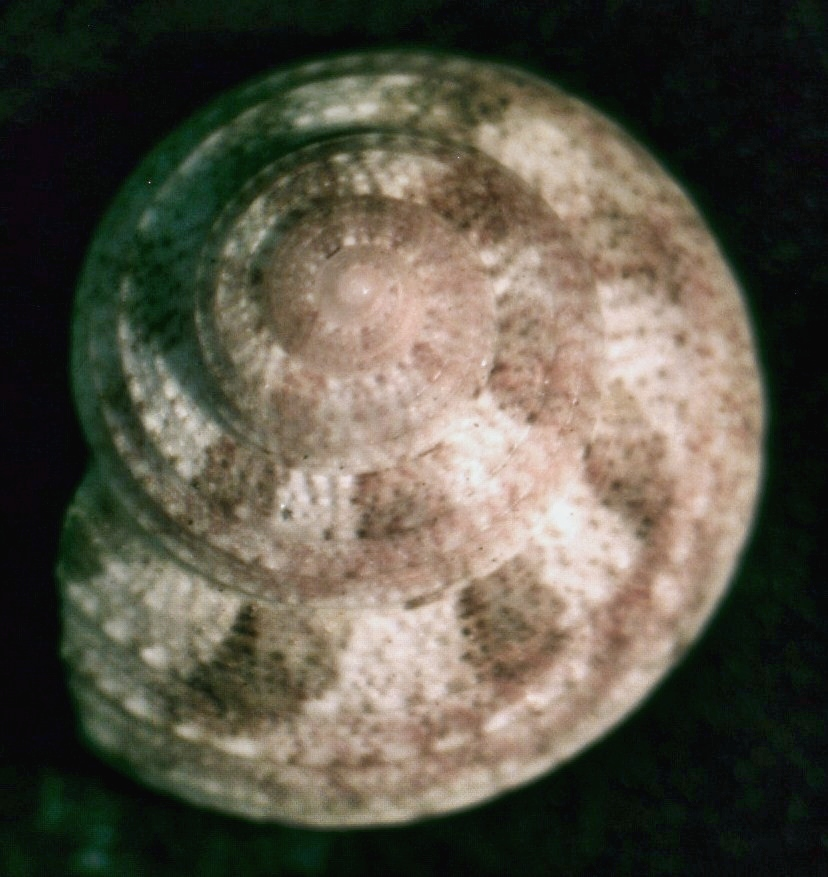
Solariella sanjuanensis, un Solariellidae.
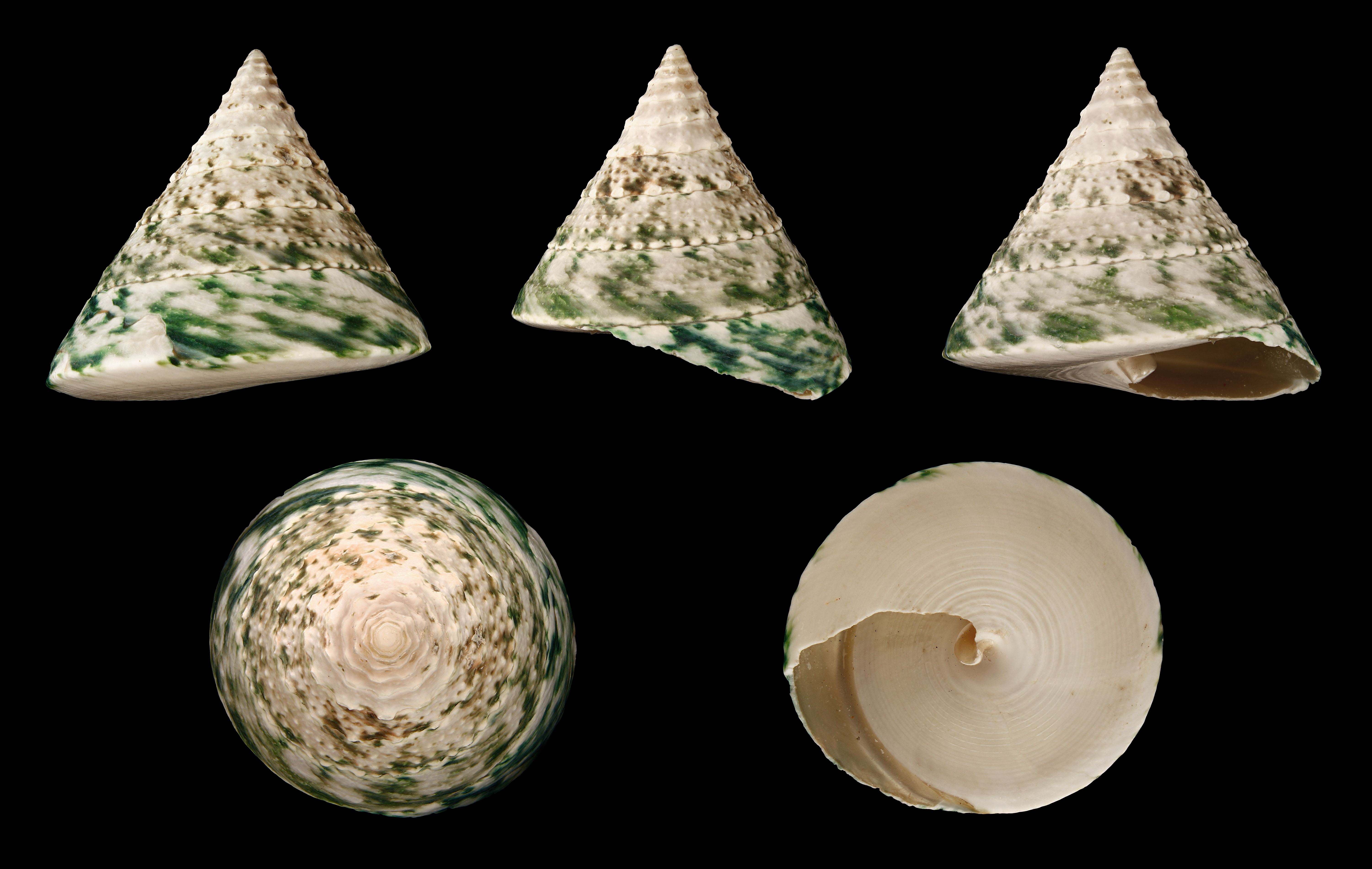
Tectus pyramis, un Tegulidae.
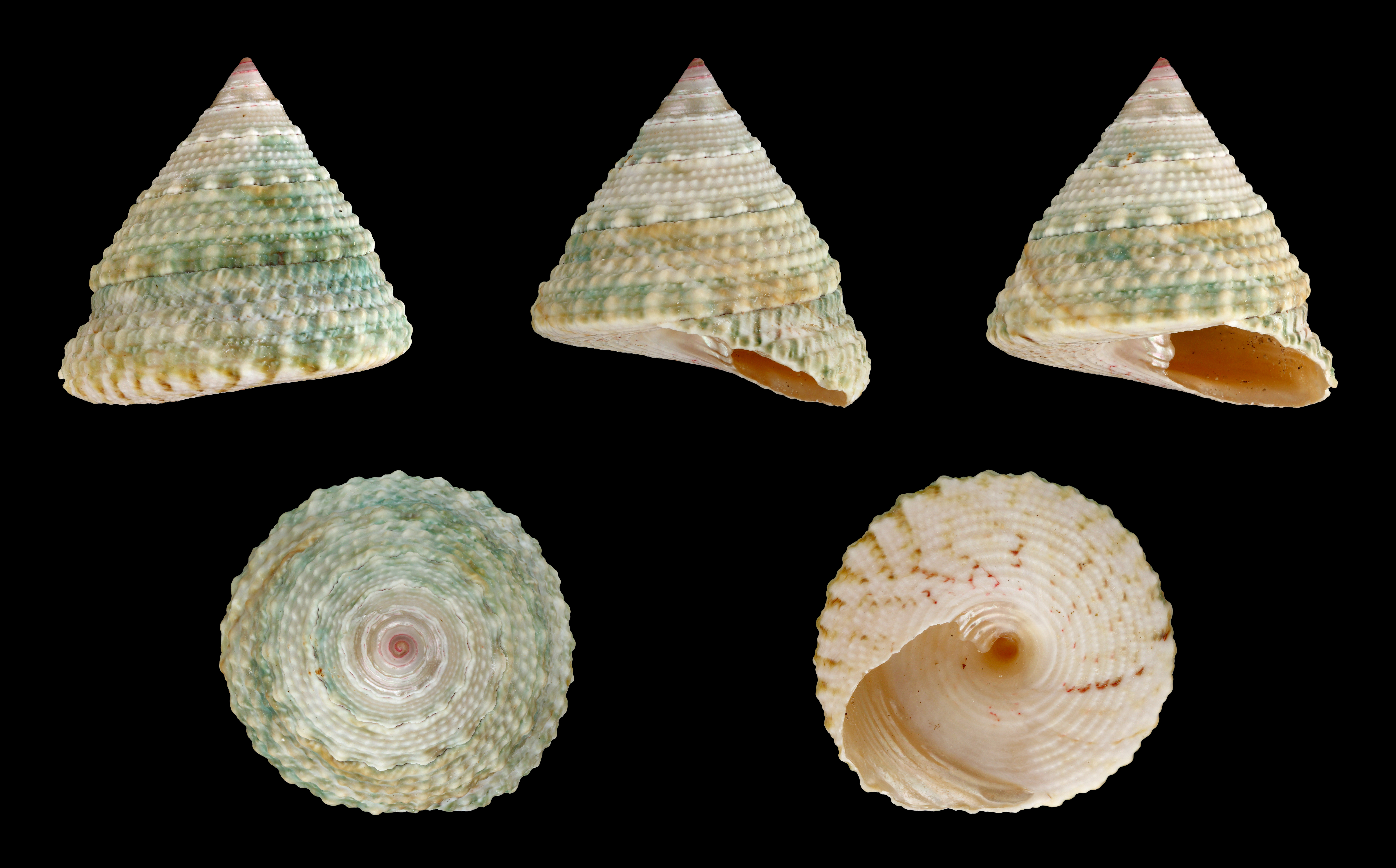
Trochus maculatus, un Trochidae.
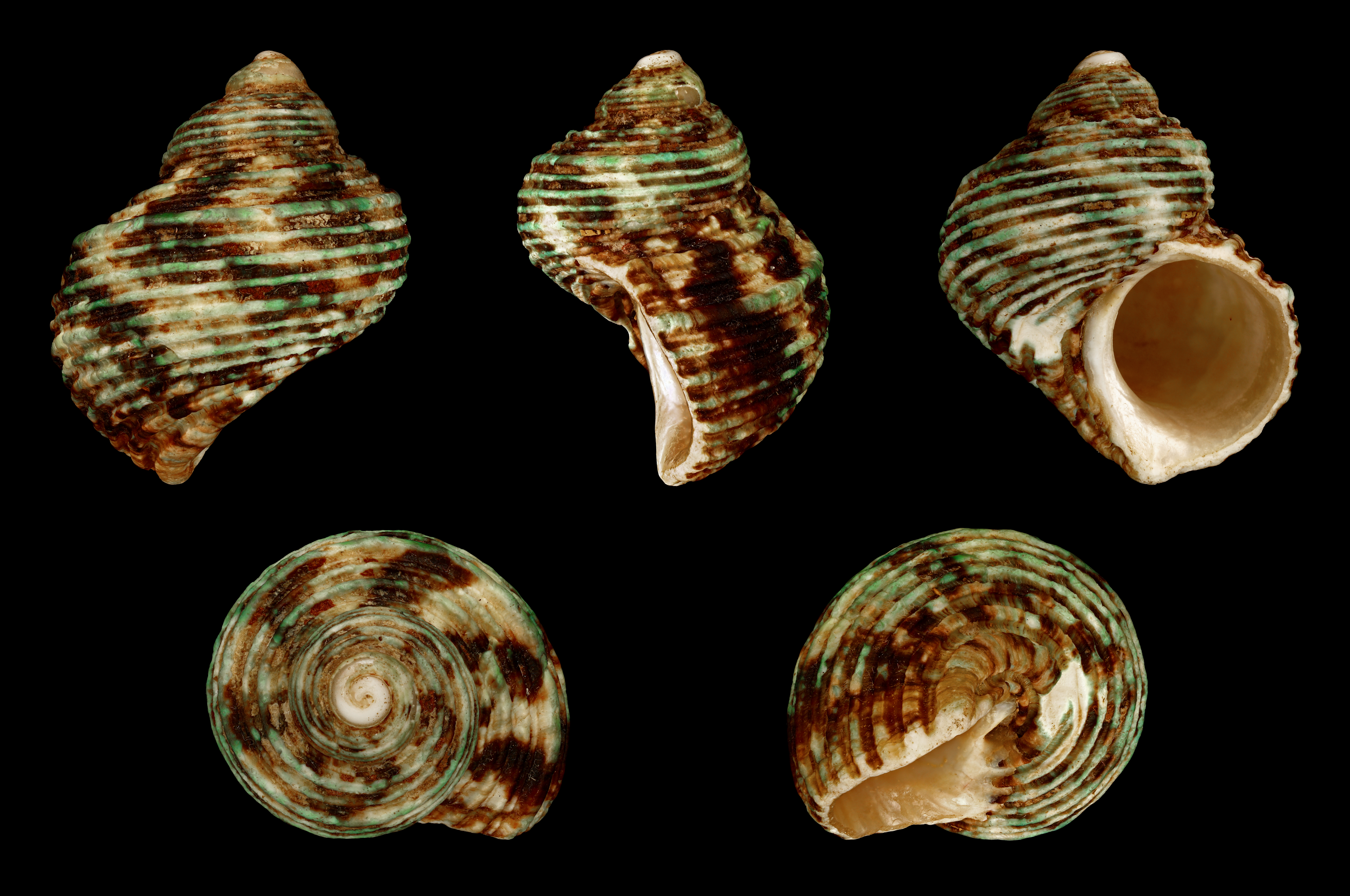
Turbo argyrostomus, un Turbinidae.